# 曼塔图拉
曼塔圖拉（Manthatulat，1772年—1837年3月7日）是寮國歷史上琅勃拉邦王国的一位國王，1819年至1837年在位。《清實錄》稱其為召蟒塔度臘，《大南實錄》稱其為蘆芒。
他是為國王阿努魯塔的長子，曾被送往暹羅曼谷的玉佛寺接受教育。1791年，獲得Raja Varman的頭銜，成為琅勃拉邦王位的推定繼承人。1817年，被任命為攝政，掌握實權。1819年12月31日其父死後繼承王位，並在1820年正式加冕。
曼塔圖拉於1825年前往曼谷出家為僧，琅勃拉邦王国由暹羅任命的官員進行統治。他在1826年返回國內並掌握實權。在萬象王昭阿努決定起兵反抗暹羅統治時，他向暹羅王揭發了這件事。
1837年逝世，由弟弟溫膠（Unkeo）擔任攝政。
| 曼塔图拉 琅勃拉邦王国 | 曼塔图拉 琅勃拉邦王国      | 曼塔图拉 琅勃拉邦王国 |
| --------------------- | -------------------------- | --------------------- |
| 前任： 阿努魯塔       | 琅勃拉邦国王 1819年-1837年 | 繼任： 溫膠（攝政）   |